# Kanton Romilly-sur-Andelle
Romilly-sur-Andelle is een kanton van het Franse departement Eure. Het kanton maakt deel uit van het arrondissement  Les Andelys.  

Het telt 21.875 inwoners in 2018.

Het kanton werd gevormd ingevolge het decreet van 25  februari 2014 met uitwerking op 22 maart 2015.

## Gemeenten
Het kanton omvat bij zijn oprichting 36  gemeenten.

Op 1 januari 2017 werden de gemeenten Gaillardbois-Cressenville en Grainville samengevoegd tot de fusiegemeente (commune nouvelle) Val d'Orger.
Sindsdien omvat het kanton volgende 35 gemeenten: 
- Amfreville-les-Champs
- Bacqueville
- Beauficel-en-Lyons
- Bézu-la-Forêt
- Bosquentin
- Bouchevilliers
- Bourg-Beaudouin
- Charleval
- Douville-sur-Andelle
- Fleury-la-Forêt
- Fleury-sur-Andelle
- Flipou
- Les Hogues
- Houville-en-Vexin
- Letteguives
- Lilly
- Lisors
- Lorleau
- Lyons-la-Forêt
- Mainneville
- Martagny
- Ménesqueville
- Mesnil-sous-Vienne
- Perriers-sur-Andelle
- Perruel
- Pont-Saint-Pierre
- Radepont
- Renneville
- Romilly-sur-Andelle
- Rosay-sur-Lieure
- Touffreville
- Le Tronquay
- Val d'Orger.
- Vandrimare
- Vascœuil